# 張穆庭
張穆庭（1979年12月15日—），中華民國政治人物，統派人士。現為民生黨主席、台灣傑出青年協會會長、中華青雁和平教育基金會顧問，亦為台灣音樂人、創作歌手、流行鋼琴演奏家，師從知名歌手辛曉琪，在兩岸發行37張唱片，中國文化大學新聞學系、臺灣大學音樂學研究所、臺灣藝術大學應用媒體藝術研究所畢，曾任職相聲瓦舍音樂創意顧問、行政院新聞局、行政院文化建設委員會、國家交響樂團、臺北市政府觀光傳播局。

## 音樂從政
2001年，張穆庭參加兩岸中華文化研習營，認知兩岸問題是國共內戰遺留的歷史問題、而非國與國關係，遂深刻研究民生主義、認同孫中山先生的一個中國理念。此外，張穆庭在北京胡同遇到一位老爺爺，他是南京大屠殺的倖存者，未婚妻還被侵華日軍抓去當慰安婦；這段經歷，促成日後《1937南京大屠殺紀念單曲》的誕生。
2004年，自費製作發行《1937南京大屠殺紀念單曲》並在南京義賣，獲大陸央視專訪。
2006年，張穆庭赴上海探訪倖存慰安婦、尋找當年日軍慰安所遺址後，自費拍攝、製作、發行了第二張單曲《全球慰安婦主題曲─殤》，獲馬英九掛名推薦，並與婦女救援基金會、中國慰安婦研究中心合作義賣唱片，幫助兩岸慰安婦安度晚年。
2007年起，張穆庭擔任相聲瓦舍音樂創意顧問，負責相聲瓦舍「創團20周年經典相聲劇」──《鄧力軍》、《戰國廁前傳》、《公公徹夜未眠》、《兩光康樂隊》等相聲劇的音樂創作。
2008年，自費創作發行單曲《尋找：下一個宋美齡》，獲蔣方智怡推薦。
2009年，為紀念二二八事件倖存的外祖父，自費創作發行《1947二二八事件紀念單曲》。
2012年，自費發行全創作專輯《七月七日》，獲中國人民抗日戰爭紀念館頒發優秀獎。
2013年5月，大陸四川雅安發生地震，張穆庭趕赴雅安，為災區孩童進行音樂治療，並捐贈電鋼琴。
2017年3月12日，奉行孫中山先生《民生主義》，創立民生黨，推進國家統一。
2017年7月，自費發行單曲《全球關公主題曲－雲長》，並在台北舉辦「抗戰八十載、百年中國夢：張穆庭流行鋼琴音樂會」。
2017年8月，在瀋陽舉辦「銘記歷史、共創未來：台灣張穆庭抗戰主題音樂會」。
2017年11月，在北京舉辦「銘記歷史、共創未來：台灣張穆庭抗戰主題音樂會」。
2017年12月1日，在台北舉辦「銘記歷史、共創未來：台灣張穆庭抗戰主題音樂會」。
2017年12月13日南京大屠殺80週年當天，在南京舉辦「銘記歷史、共創未來：台灣張穆庭抗戰主題音樂會」。
2018年1月，率台灣年輕人赴瀋陽創業，一天內取得營業執照。
2019年9月，在台北成立台灣傑出青年協會，解決台灣大學生及青年的創業與就業困境，推進台灣社會公益事務。
2019年10月，發行首張台語單曲《媽祖》。
2020年，張穆庭赴陸教鋼琴，開辦大師課、流行鋼琴音樂會。
2021年，民生黨一度解散，張穆庭赴陸創辦音樂教育、太陽能發電、市集攤商等事業，有效幫助各行業台灣青年赴陸創業、降低赴陸創業風險，徹底解決青年低薪的困境。
2024年5月1日，張穆庭二次創立民生黨。
2025年4月，張穆庭隨中國國民黨前主席洪秀柱赴南京中山陵謁陵及鋼琴演出。

## 歌曲遭篡改
為紀念南京大屠殺，張穆庭精心創作的公益歌曲《1937南京大屠殺紀念單曲》被篡改為言情歌曲謀利，詞曲作者張穆庭將北京牧宇兄弟文化傳媒有限責任公司和上海全土豆網絡科技有限公司訴至法院。2010年10月18日，上海市浦東新區人民法院作出一審判決，牧宇公司賠償張穆庭經濟損失、精神撫慰金等費用4.6萬餘元人民幣，並在其公司網站刊登賠禮道歉、消除影響的啟事，張穆庭勝訴。2011年2月23日，上海市浦東新區人民法院二審判決定讞，維持原判，張穆庭再度勝訴。

## 外部連結
- 民生黨 （页面存档备份，存于） 官方網站